# G. Henle Verlag
Der G. Henle Verlag ist ein Musikverlag, der auf Urtextausgaben von Werken der klassischen Musik spezialisiert ist. Er hat Komponisten aus verschiedenen Epochen in seinem Programm, vor allem Komponisten aus der Zeit des Barock bis zur frühen Moderne, deren Werke nicht mehr urheberrechtlich gebunden sind. Neben den Notenausgaben publiziert der G. Henle Verlag musikwissenschaftliche Gesamtausgaben, Bücher, Nachschlagewerke und Zeitschriften. Seit 1995 gibt Henle neben den blauen Urtextausgaben auch die „Studien-Edition“ – Taschenpartituren im Format 17 × 24 cm – heraus. Die Urtextausgaben bietet der Verlag seit 2016 außerdem in digitaler Form als App für iOS- und Android-Tablets an („Henle Library“).

## Geschichte
Am 20. Oktober 1948 von Günter Henle mit Genehmigung der amerikanischen Militärregierung gegründet, hatte der Verlag zunächst Standorte in Duisburg und München. Unter der Leitung seines Gründers war von Anfang an die wissenschaftliche Beschäftigung mit den musikalischen Quellen und darauf basierend die Edition, Herstellung und der Vertrieb von „Urtextausgaben“ Gegenstand des Unternehmens. Auch wurde die bis heute verwendete taubenblaue Umschlagfarbe festgelegt sowie die Gestaltung der Titelschrift von Joseph Lehnacker (1895–1965). Logo und Titelgestaltung wurden durch den Kommunikationsdesigner Rolf Müller (1940–2015) im Jahr 2000 grundlegend modernisiert.
Von Beginn an legte Günter Henle größten Wert auf „klaren, übersichtlichen Notenstich, ausgewogene Raumaufteilung der Seiten, gut leserliche Schrifttypen, ästhetisch ansprechende Gestaltung der Schrifttexte“. Mit dem Notenstich beauftragte man über mehrere Jahrzehnte die Universitätsdruckerei H. Stürtz (Würzburg), später kamen weitere Notenstechereien in Leipzig und Darmstadt hinzu. Der handwerkliche Notenstich wurde Ende der 1990er-Jahre vom Computersatz abgelöst. Nahezu sämtliche originalen Notenstichplatten der für den G. Henle Verlag arbeitenden Notenstechereien befinden sich im Verlagsarchiv.
Wegen der Tätigkeit Günter Henles in der Großindustrie wurde der Verlag anfangs als „Klöckner-Musikfabrik“ belächelt, doch entwickelte er sich rasch zu einem wichtigen deutschen Musikverlag. Als erste Verlagsprodukte erschienen Urtextausgaben zu Wolfgang Amadeus Mozarts Klaviersonaten in zwei Bänden, herausgegeben von Walther Lampe, und Franz Schuberts Impromptus und Moments Musicaux, herausgegeben von Günter Henle und Walter Gieseking. Zu Gieseking und zahlreichen bedeutenden Musikern seiner Zeit unterhielt der Verlagsgründer enge Kontakte und Freundschaften, darunter Claudio Arrau, Erich Kleiber, Yehudi Menuhin, Igor Oistrach, Arthur Rubinstein und Rudolf Serkin. Der Verlagskatalog umfasst heute ca. 1.500 Urtextausgaben und ca. 750 wissenschaftliche Publikationen (siehe unten „Verlagsprogramm“) und stellt damit den weltweit führenden Urtext-Musikverlag dar.
1955 zogen die Mitarbeiter in München in ein neu erworbenes Verlagshaus in der Schongauer Straße 24 um. 1978 erwarb der Verlag das heutige Verlagsgebäude in der Forstenrieder Allee 122 in München. Ein Jahr später (1979) verstarb Günter Henle, woraufhin der Duisburger Standort aufgegeben wurde. 1993 wurde das Verlagsgebäude um ein Obergeschoss erweitert; 2005 wurde das Erdgeschoss modernisiert.

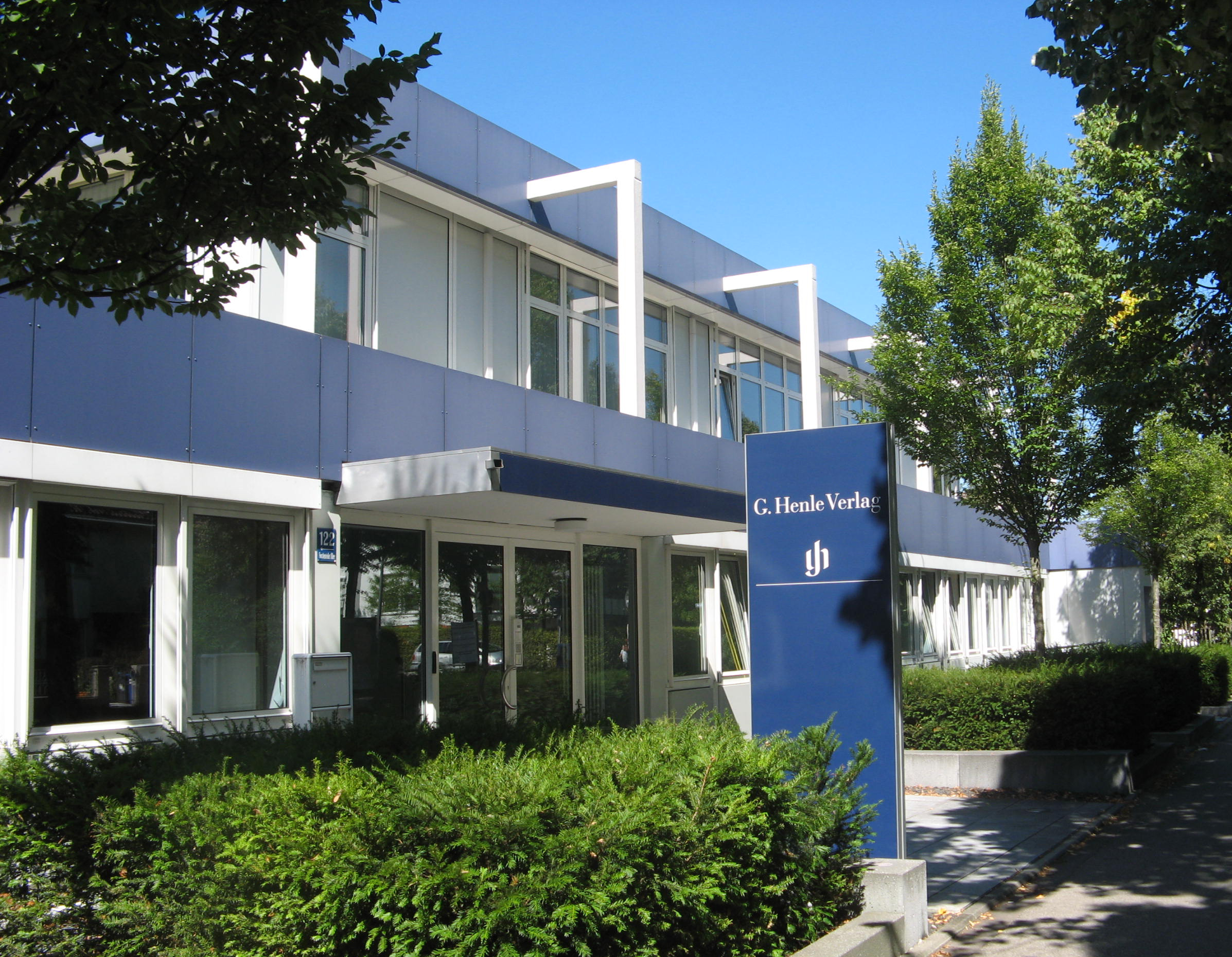
Verlagsgebäude in der Forstenrieder Allee in München

Erster Geschäftsführer des Verlags war, neben Günter Henle, Friedrich Joseph Schaefer (1907–1981). Sein Nachfolger wurde 1969 Martin Bente (* 1936), zunächst als kaufmännischer Leiter in der Münchner Niederlassung, dann ab 1979 als Geschäftsführer und Verlagsleiter. Im Jahr 2000 wurde Wolf-Dieter Seiffert (* 1959) zum Geschäftsführer und Verlagsleiter bestellt, seit 1990 Lektor/Cheflektor des Verlags. Seifferts Nachfolger als Geschäftsführender Verlagsleiter ist seit dem 1. Januar 2024 Norbert Gertsch (* 1967).
Dem wissenschaftlichen Lektorat kommt im G. Henle Verlag eine zentrale Funktion zu. Sämtliche Urtextausgaben unterliegen strengen wissenschaftlichen und ästhetischen Kriterien. in Hinsicht auf Quellen- und Textkritik, Korrektheit, Schönheit und Praktikabilität (Seitenumbruch, beigegebene Fingersätze etc.) der Noten, Stringenz und Verständlichkeit der Vorworte und des Kritischen Apparats. Folgende promovierte Musikwissenschaftler prägten und prägen das Urtext-Profil des Verlags: Ewald Zimmermann (1910–1998), von 1953–1975 (gleichzeitig auch Leiter des Duisburger Verlagssitzes) (siehe auch); Ernst Herttrich (* 1942) von 1970–1990; Ernst-Günter Heinemann (* 1945) von 1978–2010; Wolf-Dieter Seiffert (* 1959) von 1990–2000; Norbert Gertsch (* 1967) seit 1997 (ab 2009 gleichzeitig auch Stellvertretender Verlagsleiter und Programmleiter, seit 2024 Geschäftsführender Verlagsleiter); Norbert Müllemann (* 1976) seit 2008 (Cheflektor seit 2017, Programmleiter seit 2024).
1972 gründete Günter Henle die Günter Henle Stiftung München, die später Eigentümerin des Verlags wurde. Stiftungsvorsitzender war zunächst Henle selbst und nach seinem Tod Walter Keim (1979–1981); es folgten Anne Liese Henle, Ehefrau von Günter Henle (1981–1994) und C. Peter Henle (* 1938), Sohn von Günter und Anne Liese Henle von 1994–2016. Seit 2016 ist Felix Henle (* 1968), Sohn von C. Peter Henle Vorsitzender des Vorstands der Stiftung.

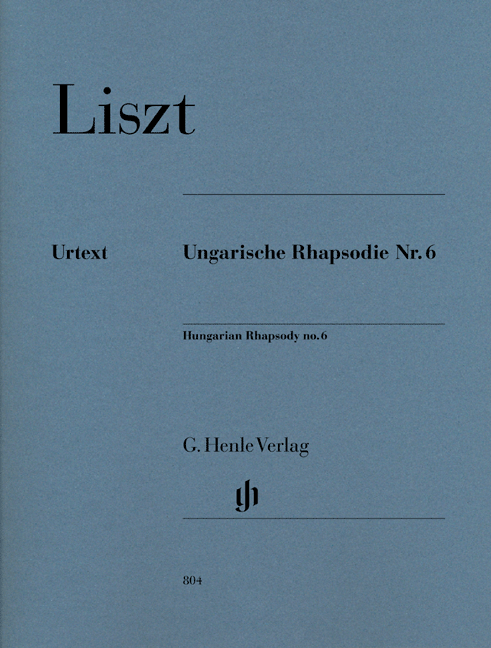
Urtextcover

Mit der Gründung des Joseph-Haydn-Instituts in Köln 1955, an der Günter Henle maßgeblich beteiligt war, öffnete sich der G. Henle Verlag neben seinen Urtextausgaben auch der Herausgabe weiterer bedeutender wissenschaftlicher Gesamtausgaben und wissenschaftlicher Publikationen in Buchform.
1981, als sich der Verlag auf der ersten Deutschen Musikmesse in Tokio in Japan präsentierte, wurde auch in Nordamerika zunächst als Joint-Venture die G. Henle USA Inc. in St. Louis, Missouri, gegründet. Ab 1985 wurde diese Vertriebsniederlassung als alleiniges Tochterunternehmen des Münchener Stammhauses fortgeführt. Holger A. Siems (* 1942) wurde Geschäftsführer – er war seit 1976 Vertriebsleiter des Verlages gewesen. Diese Niederlassung wurde 2007 geschlossen. Seither wird der G. Henle Verlag auf dem nordamerikanischen Markt exklusiv durch die Hal Leonard Corporation in Milwaukee, Wisconsin, vertreten.
Zur ersten Internationalen Buchmesse in Peking 1986 präsentierte sich der Verlag auch in China; 1995 vergab er eine erste Lizenz zur Notenproduktion an den chinesischen Staatsverlag People’s Music Publishing House in Peking. Bis heute werden mit diesem Lizenzpartner, wie auch mit Shanghai Music Publishing House zahlreiche Urtextausgaben des G. Henle Verlags für den chinesischen Markt in Lizenzausgaben veröffentlicht.
Der G. Henle Verlag hat zum Jubiläumsjahr 2023 eine gedruckte Verlagsgeschichte veröffentlicht.

## Verlagsprogramm

### Urtextausgaben
Im Zentrum des Programms des G. Henle Verlags stehen die sogenannten Urtextausgaben: für die musikalische Praxis eingerichtete, wissenschaftlich-philologisch erarbeitete, korrekte Notentexte mit mehr oder weniger ausführlichem Erläuterungsapparat zu den herangezogenen Notenquellen (Autographe, Abschriften, frühe Drucke) und zu den Lesart-Entscheidungen („Kritischer Bericht“). Das Programm deckt nahezu den gesamten Bereich der wichtigen Klaviermusik und kleiner besetzten Kammermusik im Urtext ab: vollständiges Klavierwerk von J. S. Bach, Beethoven, Brahms, Chopin, Debussy, J. Haydn, W. A. Mozart, Schubert, R. Schumann; daneben zahlreiche weitere ausgewählte Klavierwerke für zwei und vier Hände (u. a. Dvořák, Granados, Grieg, Händel, Liszt, Mendelssohn Bartholdy, Rachmaninow, Ravel, Reger, Satie, Scarlatti, Skrjabin und viele andere mehr), Orgelwerke sowie das gesamte Standardrepertoire für Kammermusikbesetzungen. Hinzu kommen komplette Liederausgaben von Beethoven und Haydn und die wesentlichen Liederzyklen von R. Schumann. Urtextausgaben im kleineren Taschenformat (Reihe „Studien-Edition“) sowie etliche Faksimile-Ausgaben von Komponistenhandschriften gehören ebenfalls zum Programm.

### Schwierigkeitsgrad
Das gesamte Repertoire des G. Henle Verlags für die Besetzungen Klavier solo (Autor: Rolf Koenen), Violine (Ernst Schliephake) und Flöte (András Adorján) wurde für die Präsentation auf der Website des Verlags in Schwierigkeitsgraden von 1–9 klassifiziert: Leicht (1–3), Mittel (4–6), Schwer (7–9). Das Präludium C-Dur aus dem Wohltemperierten Clavier I wurde zum Beispiel als „mittelleicht“ eingeteilt (Klasse 2 von 9) und die Toccata op. 7 von Robert Schumann als „sehr schwer“ (9 von 9). Die Unterteilung soll die Suche nach passenden Stücken für einen bestimmten Leistungsstand erleichtern.

### Besondere musikwissenschaftliche Veröffentlichungen und Reihen

#### Gesamtausgaben
- Joseph Haydn Werke, hrsg. vom Joseph Haydn-Institut Köln. München, seit 1958ff. Wissenschaftliche Gesamtausgabe der Werke Joseph Haydns. Die auf 111 Bände angelegte Ausgabe umfasst 34 Reihen. Die Ausgabe ist nahezu abgeschlossen.[29]
- Ludwig van Beethoven: Werke. Gesamtausgabe, hrsg. vom Beethoven-Archiv Bonn. München, seit 1961 (Veröffentlichungen des Beethoven-Hauses Bonn). Die Ausgabe ist auf 56 Bände angelegt. Drei Viertel der Bände sind bisher erschienen.[30]
- Johannes Brahms. Neue Ausgabe sämtlicher Werke, hrsg. von der Johannes Brahms Gesamtausgabe, München, in Verbindung mit der Gesellschaft der Musikfreunde in Wien. München, seit 1996. Historisch-kritische Neuausgabe des kompositorischen Gesamtwerkes von Johannes Brahms mit Editionsleitung in Kiel. Die Ausgabe ist auf 65 Bände in 10 Serien angelegt.[31]
- Béla Bartók. Kritische Gesamtausgabe BBCCE (Béla Bartók Complete Critical Edition), München (G. Henle Verlag) und Budapest (Editio Musica Budapest Zeneműkiadó), herausgegeben vom Bartók-Archiv der Ungarischen Akademie der Wissenschaften. Seit 2017. Die Ausgabe ist auf 48 Bände angelegt und ist dreisprachig (Englisch, Deutsch, Ungarisch; Kritische Berichte und Fußnoten nur Englisch).

#### Musikwissenschaftliche Bücher und Reihen

##### Ludwig van Beethoven
- Ludwig van Beethoven. Briefwechsel. Gesamtausgabe, hrsg. von Sieghard Brandenburg, München 1996–1998. Die Bände 1–6 umfassen Briefe von 1783 bis 1827, Band 7 das Register. Band 8 (Dokumente, Sachregister) ist in Vorbereitung.
- Beethoven aus der Sicht seiner Zeitgenossen, hrsg. von Klaus Martin Kopitz und Rainer Cadenbach, 2 Bände, München 2009.
- Ludwig van Beethoven. Thematisch-bibliographisches Werkverzeichnis, bearbeitet von Kurt Dorfmüller, Norbert Gertsch und Julia Ronge unter Mitarbeit von Gertraut Haberkamp und dem Beethoven-Haus Bonn, revidierte und wesentlich erweiterte Neuausgabe des Werkverzeichnisses von Georg Kinsky und Hans Halm, München 2014.

##### Johannes Brahms
- Johannes Brahms. Thematisch-bibliographisches Werkverzeichnis, hrsg. von Margit L. McCorkle nach gemeinsamen Vorarbeiten mit Donald McCorkle, München 1984.

##### Joseph Haydn
- Haydn-Studien. Veröffentlichungen des Joseph Haydn-Instituts Köln, seit 1965. Die Zeitschrift erscheint in unregelmäßiger Folge.

##### Max Reger
- Max Reger Werkverzeichnis, hrsg. von Susanne Popp im Auftrag des Max-Reger-Instituts in Zusammenarbeit mit Alexander Becker, Christopher Grafschmidt, Jürgen Schaarwächter und Stefanie Steiner, München 2011.

##### Robert Schumann
- Robert Schumann. Thematisch-bibliographisches Werkverzeichnis, hrsg. von Margit L. McCorkle, München 2003.

##### Sonstiges (u.a.)
- Répertoire International des Sources Musicales (RISM), hrsg. unter dem Patronat der Internationalen Gesellschaft für Musikwissenschaft und der Internationalen Vereinigung der Musikbibliotheken, Musikarchive und Musikdokumentationszentren, Reihe B. München seit 1960. RISM ist ein weltumspannender Katalog, der die in allen Ländern erhaltenen musikalischen, handschriftlich sowie gedruckt überlieferten Quellen bis zum Jahre 1800 und darüber hinaus verzeichnen soll. Im G. Henle Verlag erscheint die systematische Serie B.
- Das Erbe deutscher Musik, Denkmälerreihe zur deutschen Musikgeschichte, Abteilung Frühromantik, hrsg. von der Musikgeschichtlichen Kommission e. V., München. Seit 1964.
- Kataloge Bayerischer Musiksammlungen, hrsg. von der Bayerischen Staatsbibliothek, München, seit 1971.
- Kongressberichte und Spezialpublikationen